# Sunburned
Sunburned ist ein Spielfilm der schwedischen Regisseurin Carolina Hellsgård aus dem Jahr 2019. Es ist der dritte Film der Regisseurin. Premiere war im Oktober 2019 auf dem italienischen Filmfestival Alice nella città, deutscher Kinostart war am 2. Juli 2020. Der Coming-of-Age-Film war beim 18. Festival des Deutschen Films in Ludwigshafen für den Filmkunstpreis und den Rheingold-Publikumspreis nominiert.

## Handlung
Die dreizehnjährige Claire verbringt die Ferien mit ihrer Schwester Zoe und ihrer Mutter  in einem Hotel in Andalusien. Eigentlich hatte sich Claire auf den gemeinsamen Urlaub gefreut. Die Mutter verbringt die Tage jedoch am Pool und hat nur wenig Interesse an ihren Töchtern. Als sich die Schwester Zoe in Michael verliebt, ist Claire schließlich auf sich alleine gestellt. Sie beginnt am Strand umherzustreifen und lernt dabei den senegalesischen Strandverkäufer Amram kennen. Claire beschließt ihm in seiner prekären Situation zu helfen, so gut sie eben kann – ohne zu ahnen, was sie damit anrichten wird.

## Kritik
Auf der Webseite Kinozeit wird der Film mit 4 von 5 Sternen bewertet. Joachim Kurz von der Kinozeit meint: „Nach ihrem letzten Film, der in Ostdeutschland angesiedelten Zombie-Apokalypse Endzeit (2018), betritt Carolina Hellsgård mit Sunburned abermals neues Terrain und meistert diesen Wechsel souverän und mit viel Sinn für Zwischentöne und feine Abstufungen. Geschickt verknüpft der Film die Zeit des Heranwachsens und des Sich-unverstanden-Fühlens mit der harschen Lebensrealität Geflüchteter und ähnelt zumindest darin Sebastian Schippers Roads (2018).“ Rüdiger Suchsland formuliert auf Artechock: „Sunburned erzählt lakonisch, mit oft beiläufigen Verweisen und ebensolchem beiläufigen Witz, und stellt große Fragen. Das ist schon mehr, als den meisten gelingt.“